# Dolna (Święcica)
Dolna – część wsi Święcica  w Polsce położona w województwie lubelskim, w powiecie chełmskim, w gminie Wierzbica.
W latach 1975–1998 Dolna położona była w województwie chełmskim.